# ФК Интернасионал
Спортски клуб Интернасионал (порт. Sport Club Internacional), такође познат и као Интер или Колорадо, је традиционални бразилски фудбалски клуб из Порто Алегреа, Рио Гранде до Сул, основан 4. априла 1909. године. Његов матични стадион је Беира Рио, са капацитетом од 50.000 места.